# Denys Amiel
Pour les articles homonymes, voir Amiel.
Denys Amiel est un auteur, dramaturge et un critique dramatique français, né le 5 octobre 1884 à Villegailhenc dans l'Aude et mort le 8 février 1977 à La Gaude.
Il a signé ses premières pièces de théâtre sous le nom de « Amiel-Lapeyre » (Lapeyre étant le nom de sa mère).

## Biographie
Ayant débuté comme secrétaire d'Henry Bataille, il commence à écrire des pièces qui, tout en se situant dans la ligne traditionnelle du théâtre de boulevard, utilisent la technique du silence expressif dont il tire des effets subtils. Son plus grand succès reste La Souriante Madame Beudet écrite en collaboration avec André Obey, créée par le groupe du Canard sauvage en 1921, et entrée au répertoire de la Comédie-Française ; Germaine Dulac en a fait une adaptation filmée en 1923. De 1932 à 1937, il devient un auteur à succès de ce boulevard qui flirte avec l'avant-garde. Il devient alors le dramaturge attitré du théâtre Saint Georges à Paris.
Plusieurs de ses pièces ont également été créées ou reprises à la Comédie Française. Son épouse Cécile est décédée en 1984.

## Œuvres
- 1920 : La Souriante Madame Beudet, avec André Obey - Prix Paul-Hervieu de l’Académie française en 1922, tragi-comédie en deux actes, première représentation au Nouveau -Théâtre le 16 avril 1921[1]
- 1925 : L'Homme d'un soir comédie en 3 actes et 4 tableaux de Denys Amiel et Charles Lafaurie, Théâtre Femina, 15 octobre
- 1931 : Décalage
- 1932 : Trois et une
- 1932 : L'Âge du fer, Comédie-Française
- 1934 : L'Homme
- 1935 : La Femme en fleur, pièce en 3 actes, Théâtre Saint-Georges, 10 décembre, avec Valentine Tessier et Daniel Lecourtois[2].
- 1936 : Ma liberté
- 1937 : Famille, pièce en trois actes coécrite avec Monique Amiel-Pétry[3], mise en scène Marcel André,Théâtre Saint-Georges, 26 octobre, avec Jean-Pierre Aumont et Jeanne Provost[4]
- 1939 : La Maison Monestier, pièce en trois actes, mise en scène Marcel André, 23 mars, Théâtre Saint-Georges
- 1940 1939, pièce en deux actes, représentée pour la première fois au Théâtre de l'Odéon le 10 mai 1940, mise en scène de Paul Abram[5]
- 1943 : Mon ami, pièce en trois actes, 10 février, Théâtre Saint-Georges, mise en scène Julien Bertheau[6]
- 1946 : Le Nouvel Amour, pièce en trois actes, 10 octobre, Théâtre de Paris, mise en scène Jacques Baumer
- 1946 : Le Mouton noir, comédie en 3 actes, Théâtre de Paris
- 1961 : Confession

### Sources
- Alfred Simon, Dictionnaire du théâtre français contemporain, Librairie Larousse, 1970